# Bührer (Traktoren)

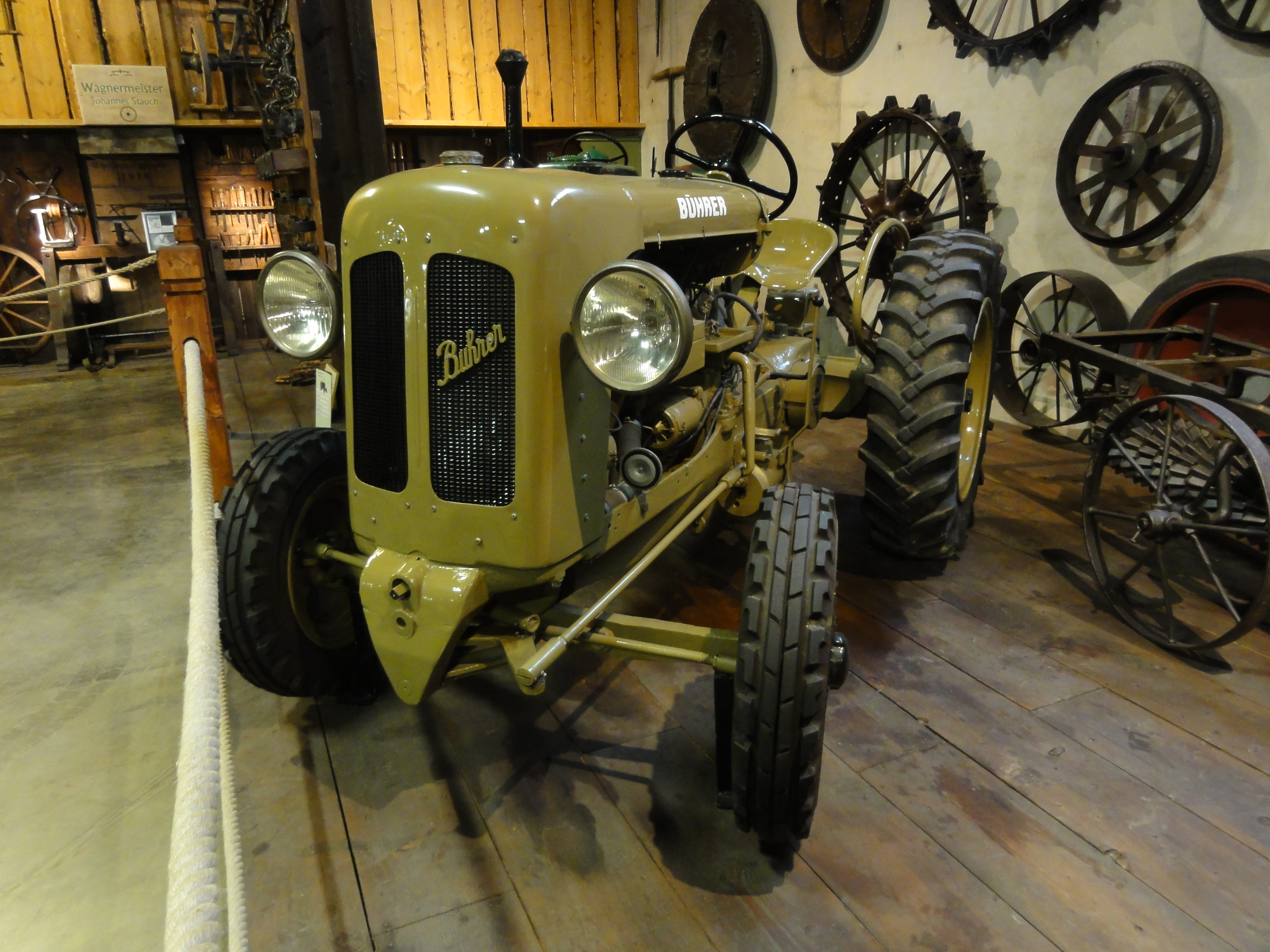
Bührer BG4 von 1937

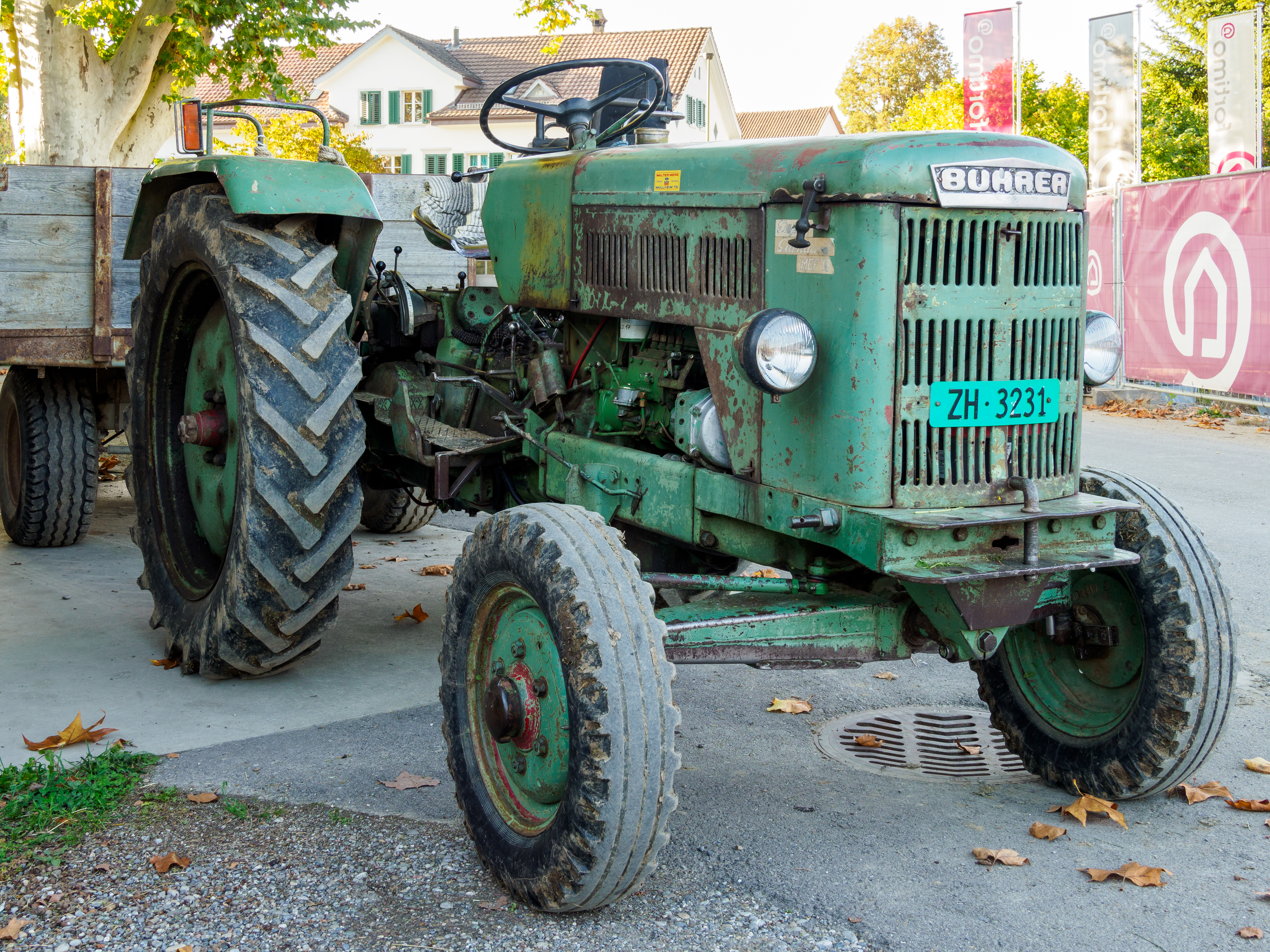
Bührer Standard MEF18, gebaut 1963–1965.

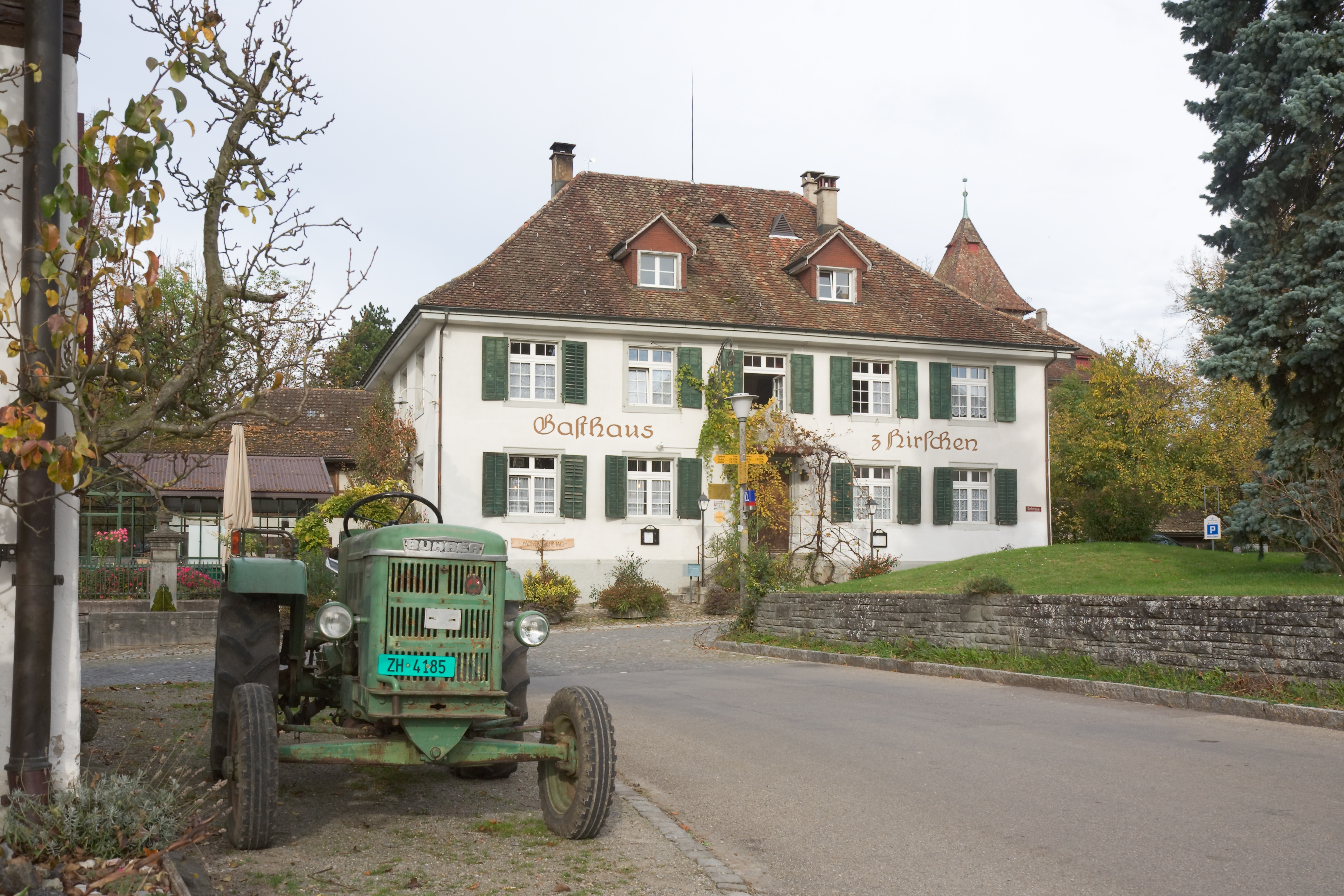
Ein Bührer-Traktor in Kyburg

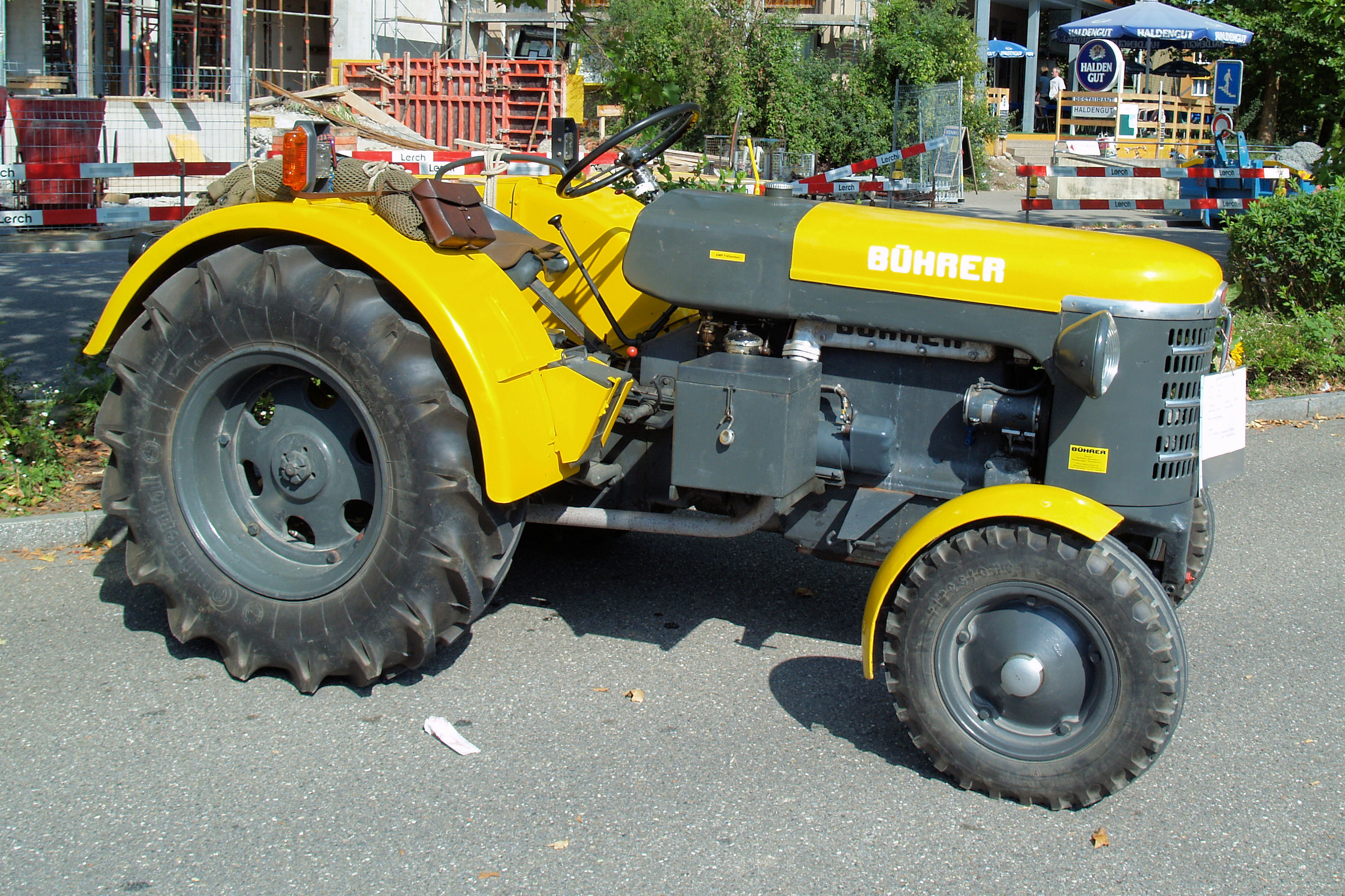
Die Militärversion eines DD4 von 1953

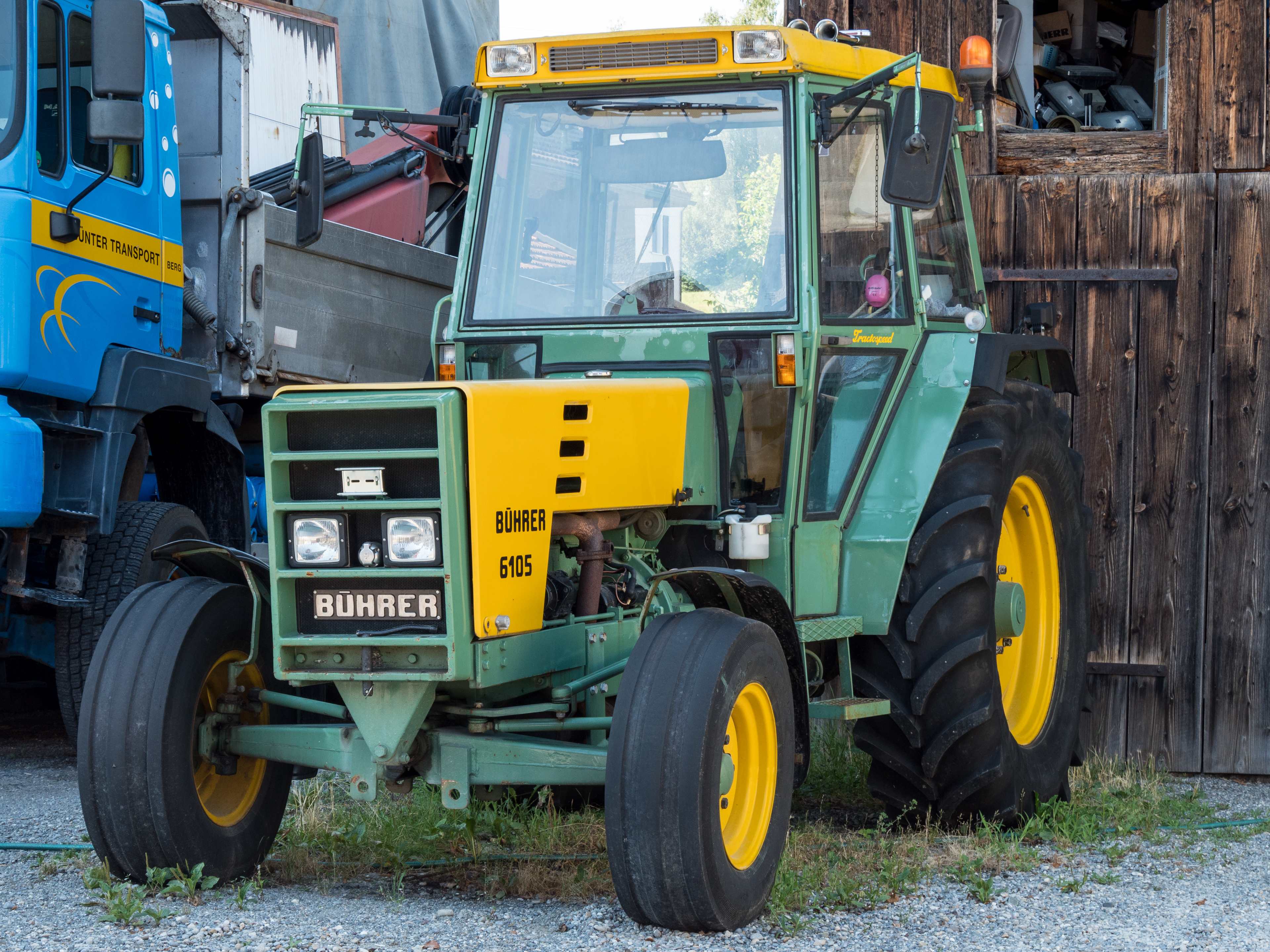
Bührer 6105, gebaut 1975–1978

Die Bührer Traktorenfabrik AG ist eine Schweizer Firma mit Sitz in Hinwil. Das Unternehmen hat 1978 die Herstellung eigener Traktoren eingestellt. Das heutige Dienstleistungsangebot umfasst Service, Reparaturen, Änderungen und Umbauten von Bührer-Traktoren und Landmaschinen aller Marken.

## Geschichte

### Anfänge und Beginn der Traktorproduktion
Als Sohn eines Landwirtes wurde Fritz Bührer am 3. Oktober 1896 in Hofen SH geboren. Nach der Schulzeit absolvierte er eine Mechanikerlehre in Frauenfeld. Dazwischen half er weiter auf dem elterlichen Bauernhof. Bereits 1920 kaufte er den ersten Traktor, um die beschwerliche Arbeit zu erleichtern. Hier lernte er Vor- und Nachteile des Traktors kennen. Nach einem Zwischenjahr in Lausanne übernahm Fritz Bührer in Burgdorf eine eigene Werkstatt. Zwei Jahre später bot ihm sein ehemaliger Lehrmeister seine Werkstätte an. So erfolgte die Rückkehr in die Ostschweiz, nach Frauenfeld.
1927 wurde ihm dort die Regionalvertretung für Ford-Automobile, -Lastwagen und -Traktoren übertragen.  1927 verunfallte in Saland (Gemeinde Bauma / Tösstal) ein Autofahrer, mit seinem Ford T fuhr er in den Zug. Die Gebrüder Jucker übernahmen das demolierte Auto und brachten es nach Frauenfeld. Hier in der Autogarage des befreundeten Fritz Bührer entwickelte sich im Gespräch die Idee, einen Traktor daraus herzustellen. 1929 erschien der erste Bührertraktor (1929 Gründungsjahr der Firma Bührer Traktorenfabrik AG) mit seitlich angebautem und vom Traktor angetriebenen Mähapparat.
1925 heiratete Fritz Bührer Rosa Zubler. Um über die Runden zu kommen, flickte Fritz Bührer auch Uhren. Seine Frau Rosa war ausgebildete Schneiderin und half mit, Geld zu verdienen. Sie konnte zupacken und scheute sich vor keiner Aufgabe. So lernte sie auch Autofahren und war die erste Fahrlehrerin in Frauenfeld. Fritz Bührer verkaufte Autos und seine Frau brachte den Kunden das Fahren bei. Diese Aufgabe behielt sie auch später: Bertha Bührer auf einem Traktor zeigte eindrücklich, wie leicht die Handhabung des Bührer-Traktors war. Sie war auch massgeblich an der Entwicklung des späteren Unternehmens beteiligt. Vor allem während Fritz Bührers Abwesenheit in der Aktivdienstzeit oblag ihr die Verantwortung über den ausgedehnten Fabrikbetrieb.
Zwischen 1930 und 36 wurden die Bührer-Traktoren in Bäretswil von der Maschinenfabrik Reimann in Lizenz gebaut. Während dieser Jahre hiess die Firma: MUMAG, Maschinen- und Motorenfabrik AG, Hinwil, mit Fabrik in Bäretswil und Büro in Hinwil. 1936 übernahm Fritz Bührer diese Fabrik selber (Konkurs Reimann). Der erste Traktor, der unter der neuen Leitung die Fabrik verliess, war der "Typ BG". Schon bald wurden die Gebäulichkeiten in der Mühle Bäretswil zu klein. Für ein Jahr, 1939, wurde die Verkaufs- und Fabrikationslizenz an die Motrac AG an der Letzigrabenstrasse in Zürich abgetreten. In der Zwischenzeit kaufte Fritz Bührer das Gebäude an der Fabrikstrasse in Hinwil, an günstigster Verkehrslage, neben dem Bahnhof. Die gesamte Belegschaft von 60 Mann wechselte im Frühjahr 1940 nach Hinwil.
Während der Kriegsjahre waren es die Bührer-Traktoren mit ihren Holzvergasern, die mithalfen, den Anbauplan Wahlen ein zuhalten. In der Nachkriegszeit erfasste die schweizerische Landwirtschaft eine starke Motorisierungswelle. Für den Bührer-Traktor begann die Blütezeit. Die populärste Baureihe war der leichte Vielzwecktraktor Spezial, von dem rund 7000 Stück gebaut wurden.
Der Bührer-Traktor entwickelte sich zu einer der erfolgreichsten landwirtschaftlichen Arbeitsmaschinen. Führend war er vor allem im Getriebebau. Vom einfachen Schaltgetriebe über das bewährte Triplexgetriebe (ein mechanisches, lastschaltbares Halbganggetriebe, 1953) entwickelte Fritz Bührer das Tractospeed-Leichtschaltgetriebe (ein vollsynchronisiertes Getriebe mit synchronisierter Wendeschaltung, 1965). Der Erfolg der Bührer-Traktoren lag darin, dass die neuen Entwicklungen in enger Zusammenarbeit mit der Landwirtschaft erarbeitet wurden. Bei der Einführung der folgenden Neuerungen hatte die Firma Bührer stets die Nase vorn: Luftbereifung, elektrischer Anlasser, Ritzelantrieb, Differentialsperre, Ganzradlenkung, Einzelradbremse, Mehrgang-Mähapparat, Zehngang-Lastschaltgetriebe.
Für folgende Erfindungen besass Fritz Bührer zum Teil in Europa und in den USA Patente. Die Jahreszahlen betreffen die Anmeldung der Patente:
- 1947 / 53 Vorderachsfederung mit Blattfedern
- 1951 Hydraulik-Kolbenpumpe
- 1953 Triplexgetriebe
- 1956 Dreifachschaltung
- 1956 Vorderachsfederung, Tellerfedern
- 1956 Rutschkupplung beim Mähantrieb
- 1960 Wechselgetriebe
- 1962 15-Gang-Schaltgetriebe
- 1962 / 1963 Kupplung hinten, Fahrkupplung hinter Schaltgetriebe
- 1966 / 67 Zusatzpatent
- 1971 Abstützung für hydraulische Hubeinrichtung

1955 wurde die Fabrikanlage durch eine moderne Werkhalle erweitert. Die goldenen Zeiten der Firma Bührer hatten begonnen. Das Unternehmen beschäftigte nun um 300 Mitarbeiter, jedes Jahr verliessen ungefähr 1200 Traktoren die Fabrik. Die Schwierigkeiten kamen mit der Aufhebung der Importbeschränkung und dem Zollabbau für Landwirtschaftstraktoren Ende der 1950er Jahre. Die immer erdrückender werdende ausländische Konkurrenz in den 60er und 70er Jahren brachte die Schweizer Traktorenhersteller immer mehr in Bedrängnis. Einige Traktorhersteller mussten ihre Produktion einstellen (Vevey 1961, Meili 1965) andere schlossen sich mit ausländischen Firmen zusammen (Hürlimann mit Same).

### Firmenumstrukturierung und Fabrikationsaufgabe
Am 23. Juli 1964 wurde im Handelsamtsblatt die Umwandlung der Einzelfirma in eine AG publiziert, mit Fritz Bührer als Verwaltungsratspräsidenten und folgenden vier Mitgliedern: Hans Suter, Vizepräsident (Schwiegersohn), Alfred Bührer (Cousin), Louis Stephan (Neffe), Dr. Walter Tschannen (Schwiegersohn). In den folgenden Jahren wurden die Verwaltungsräte ausgewechselt und traten zurück. 1968 unterbreiteten die neun Prokuristen dem einzig noch verbleibenden Verwaltungsratsmitglied Fritz Bührer den Vorschlag, in kollektiver Zusammenarbeit und Verantwortung die Geschäftsleitung zu übernehmen. Darauf ging er nicht ein, liess aber kurz darauf einen neuen Verwaltungsrat zusammenstellen, den er nie beglaubigen liess.
Der intelligente Erfinder Fritz Bührer war von den kaufmännischen Fragen überfordert. Er konnte sich nicht entscheiden, die nötigen Strukturanpassungen vorzunehmen. Im Sommer 1973 sah sich Fritz Bührer gezwungen, seine Einzelfirma, die zu dieser Zeit noch 80 Arbeitskräfte beschäftigte, an die Rapid-Gruppe in Dietikon zu verkaufen. Er musste den Untergang seines Unternehmens nicht mehr miterleben. Er starb am 14. September 1974 in Hinwil.
Auch wurden gleichzeitig sehr viele verschiedene Typen in sehr hoher Variantenvielfalt gebaut. Die Komplexität war sehr gross, insbesondere weil man häufig auch den Motor mehr oder weniger auswählen konnte. Bührer verbaute gleichzeitig Motoren von Perkins, Ford, Mercedes-Benz und MWM. So konnte man denselben Traktor in der gleichen Leistungsklasse mit einem Motor von Ford oder Perkins kaufen (z. B. OF17 bs. OP17). Dadurch wurde die Produktion sehr komplex und die Stückzahlen eher gering. Nur wenige Modelle erreichten dreistellige Stückzahlen, seit dem Produktionsende des Modells MS12 im Jahre 1963 gab es kein einziges Modell mehr, das eine Produktionszahl von 1000 überschritt.

### Das Ende der Bührer-Traktoren-Produktion
Für die Bührer AG beginnt jetzt eine neue "Zukunft". Die neuen Besitzer waren überzeugt, die jährliche Produktion von bisher nur noch 400 auf wieder 800 Traktoren zu erhöhen. Bereits im Januar 1978 mussten sie sich eingestehen, dass die Nachfrage nach inländischen Traktoren rückläufig war. Zuerst wurde nach einem ausländischen Partner gesucht, vergebens. Am 2. August 1978 stand es klar und deutlich in den Zeitungen: Bührer ist am Ende.
Der Ersatzteil- und Reparaturdienst wurde auch von den nächsten Besitzern, der Gebrüder Mägerle AG 1979 vertraglich garantiert und aufrechterhalten (Stand 2020).

### 1980 bis heute
Mitte der 1980er Jahre versuchte ein ehemaliger Bührer-Mitarbeiter, die Produktion unter dem Namen Swisstrac wiederaufzunehmen; jedoch vergeblich.
Die Bührer Traktorenfabrik AG erbringt Service und Dienstleistungen rund um den Traktor. Es werden bis heute immer noch Komplett- oder Teilrevisionen durchgeführt (Stand 2020).

### Großbrand vom 3. März 2021
Am 3. März 2021 wurde nahezu das komplette Fabrikgebäude beziehungsweise die Geburtsstätte des Bührertraktores zerstört. Das Ausmaß der Zerstörung war riesig. Trotz des Großbrandes konnte die Firma Bührer jedoch weiter bestehen bleiben. Sämtliche Konstruktionspläne, Stücklisten, Zeichnungen und knapp 25.000 Ersatzteile blieben weitgehend von den Flammen verschont.